# Парламентские выборы в Италии (2013)
Досрочные всеобщие парламентские выборы в Италии проходили 24—25 февраля 2013 года. На них избирались 630 депутатов Палаты депутатов и 315 выборных членов Сената. Это были 17-е всеобщие выборы в парламент Итальянской Республики. Выборы создали тупиковую ситуацию в отношениях между левоцентристским блоком, получившим большинство в Палате депутатов, и правоцентристским блоком, который получил большинство в Сенате.
В результате выборов в парламент Италии прошло четыре коалиционных объединения. В Палате депутатов большинство получила левоцентристская коалиция под руководством Демократической партии Пьера Берсани, что автоматически обеспечивает ей абсолютное большинство (340 мест) в нижней палате парламента Италии. Однако, в Сенате, где места распределяются по результатам региональных выборов, несмотря на небольшой перевес в количестве поданных за неё голосов, демократическая коалиция уступила в количестве полученных мандатов правоцентристской коалиции под эгидой партии бывшего премьер-министра Сильвио Берлускони Народ свободы. Это привело парламент в неопределённое «подвешенное» состояние. Неожиданностью оказались высокие показатели у протестного Движения пяти звёзд под руководством бывшего комика Беппе Грилло, получившего 25,5 % голосов. Четвёртой коалицией, прошедшей в парламент, стал блок бывшего премьер-министра Марио Монти С Монти за Италию, получившей 10,5 % голосов.

## Избирательная система
Нынешняя избирательная система в Италии является одной из форм пропорционального представительства по партийным спискам с серией избирательных порогов, которые введены для поощрения создания межпартийных коалиций. Италия разделена на 26 избирательных округов для выборов в Палату депутатов и на 20 избирательных регионов для выборов в Сенат. Число мест в каждом округе пропорционально доле его населения. Чтобы гарантировать рабочее большинство, коалиции или партии, которые получает наибольшее количество голосов, но меньше необходимых для большинства в парламенте 340 мест, получают дополнительные места для достижения этого числа. Внутри каждой коалиции, места делятся между партиями по методу д’Ондта.
При выборах в Сенат коалиция или партия, получившая большинство в регионе, автоматически получает по крайней мере 55 % мест от этого региона в Сенат. Поскольку такой механизм работает на региональной основе, он не гарантирует какой-либо партии или коалиции большинства в Сенате.

## Предвыборная обстановка
На предыдущих досрочных парламентских выборах 2008 года партия Берлускони Народ свободы в правоцентристской коалиции с Северной лигой получила абсолютное большинство в обеих палатах парламента Италии, в Палате депутатов и в Сенате. При этом Демократическая партия (PD) во главе с бывшим мэром Рима Вальтером Вельтрони стала главной оппозиционной партией вместе с её союзником партией Италия ценностей (IDV). Через месяц президент Республики, Джорджо Наполитано в третий раз назначил Сильвио Берлускони Председателем Совета министров и новое правительство Берлускони, включающее 21 министра, приступило к работе.
В июле 2010 года разразился первый кризис правительства Берлускони, когда спикер Палаты депутатов и бывший лидер Национального альянса Джанфранко Фини вышел из партии Берлускони. Вместе со своими сторонниками, также покинувшими партию Народ свободы, он основал новую партию Будущее и свобода для Италии, что поставило под угрозу большинство коалиции Берлускони. 14 декабря 2010 года Берлускони с трудом избежал вотума недоверия правительству с помощью создания новой парламентской группы Ответственная инициатива (позже Народ и территории). Однако в ноябре 2011 года в результате углубляющегося европейского финансового кризиса Наполитано отправляет Берлускони в отставку и назначает на его место бывшего европейского комиссара Марио Монти, чтобы сформировать «техническое» правительство для мирного разрешения экономического кризиса в стране.
Широкая поддержка Марио Монти всеми основными парламентскими партиями, за исключением Лиги Севера и Италии ценностей, позволило правительству Марио Монти провести ряд важных структурных реформ в области экономики и финансов.
9 декабря 2012 года после того, как депутаты от коалиции Берлускони воздержались при голосовании в Палате депутатов по вопросу о доверии правительству, Марио Монти объявил об отставке. 21 декабря 2012 года президент Италии Наполитано после консультаций с партииными представителями распустил парламент и назначил новые выборы.

## Коалиции и партии
| Политическая сила/Альянс | Политическая сила/Альянс                                   | Партии | Партии | Лидер              |
| ------------------------ | ---------------------------------------------------------- | --- | --- | ------------------ |
|                          | Правоцентристская коалиция                                 | | Народ свободы (Il Popolo della Libertà) | Сильвио Берлускони |
|                          | Правоцентристская коалиция                                 | Северная Лига (Lega Nord) включает Список труда и свободы (Lista Lavoro e Libertà) | | Сильвио Берлускони |
|                          | Правоцентристская коалиция                                 | Правые (La Destra) | | Сильвио Берлускони |
|                          | Правоцентристская коалиция                                 | Братья Италии - Национальный правый центр (Fratelli d’Italia — Centrodestra Nazionale) | | Сильвио Берлускони |
|                          | Правоцентристская коалиция                                 | Великий Юг-Движение автономий (Grande Sud-MpA) | | Сильвио Берлускони |
|                          | Правоцентристская коалиция                                 | Итальянские умеренные в революции (Moderati Italiani in Rivoluzione) | | Сильвио Берлускони |
|                          | Правоцентристская коалиция                                 | Народное согласие (Intesa Popolare) | | Сильвио Берлускони |
|                          | Правоцентристская коалиция                                 | Партия пенсионеров (Partito Pensionati) | | Сильвио Берлускони |
|                          | Италия. Общее благо (Italia. Bene Comune)                  | | Демократическая партия (Partito Democratico) | Пьер Берсани       |
|                          | Италия. Общее благо (Italia. Bene Comune)                  | Левые Экология Свобода (Sinistra Ecologia Libertà) | | Пьер Берсани       |
|                          | Италия. Общее благо (Italia. Bene Comune)                  | Демократический центр (Centro Democratico) | | Пьер Берсани       |
|                          | Италия. Общее благо (Italia. Bene Comune)                  | Итальянская социалистическая партия (Partito Socialista Italiano) — только Сенат: Лацио, Кампания и Калабрия                                                                                      | | Пьер Берсани       |
|                          | Италия. Общее благо (Italia. Bene Comune)                  | Южнотирольская народная партия (Südtiroler Volkspartei), включая Тирольская автономная партия Трентино (Partito Autonomista Trentino Tirolese) — только Палата депутатов: Трентино — Альто-Адидже | | Пьер Берсани       |
|                          | Италия. Общее благо (Italia. Bene Comune)                  | Умеренные за Пьемонт (Moderati per il Piemonte) — только Сенат: Пьемонт | | Пьер Берсани       |
|                          | Италия. Общее благо (Italia. Bene Comune)                  | Мегафон (Il Megafono) — только Сенат: Сицилия | | Пьер Берсани       |
|                          | С Монти за Италию (Con Monti per l’Italia)                 | | Гражданский выбор (Scelta Civica) | Марио Монти        |
|                          | С Монти за Италию (Con Monti per l’Italia)                 | Союз Центра (Unione di Centro) | | Марио Монти        |
|                          | С Монти за Италию (Con Monti per l’Italia)                 | Будущее и Свобода (Futuro e Libertà) | | Марио Монти        |
|                          | С Монти за Италию (Con Monti per l’Italia)                 | Союз за Трентино (Unione per il Trentino) — только Палата депутатов: Трентино — Альто-Адидже | | Марио Монти        |
|                          | Гражданская революция (Rivoluzione Civile)                 | | Унитарный список Италия ценностей, Федерация левых (Партия коммунистического возрождения + Партия итальянских коммунистов), Оранжевое движение и Федерация зелёных | Антонино Ингройа   |
|                          | Движение пяти звёзд (Movimento 5 Stelle)                   | | Движение пяти звёзд (Movimento 5 Stelle) | Беппе Грилло       |
|                          | Ассоциация Остановить упадок (Fare per Fermare il Declino) | | Остановить упадок (Fermare il Declino) | Оскар Джианнино    |

## Результаты

### Палата депутатов
| Коалиция                                                                                | Коалиция                                       | Партия                                    | Партия                                  | Голоса     | %     | Места |
| --------------------------------------------------------------------------------------- | ---------------------------------------------- | ----------------------------------------- | --------------------------------------- | ---------- | ----- | ----- |
|                                                                                         | Пьер Берсани: Италия. Общее благо              |                                           | Демократическая партия                  | 8 644 187  | 25,42 | 292   |
|                                                                                         | Пьер Берсани: Италия. Общее благо              | Левые Экология Свобода                    | 1 089 442                               | 3,20       | 37    |       |
|                                                                                         | Пьер Берсани: Италия. Общее благо              | Демократический центр                     | 167 170                                 | 0,49       | 6     |       |
|                                                                                         | Пьер Берсани: Италия. Общее благо              | Южнотирольская народная партия            | 146 804                                 | 0,43       | 5     |       |
|                                                                                         | Пьер Берсани: Италия. Общее благо              | Всего                                     | 10 047 603                              | 29,54      | 340   |       |
|                                                                                         | Сильвио Берлускони: Правоцентристская коалиция |                                           | Народ свободы                           | 7 332 667  | 21,56 | 97    |
|                                                                                         | Сильвио Берлускони: Правоцентристская коалиция | Северная Лига                             | 1 390 156                               | 4,08       | 18    |       |
|                                                                                         | Сильвио Берлускони: Правоцентристская коалиция | Братья Италии - Национальный правый центр | 666 035                                 | 1,95       | 9     |       |
|                                                                                         | Сильвио Берлускони: Правоцентристская коалиция | Правые                                    | 219 816                                 | 0,64       | 0     |       |
|                                                                                         | Сильвио Берлускони: Правоцентристская коалиция | Великий Юг-Движение автономий             | 148 534                                 | 0,43       | 0     |       |
|                                                                                         | Сильвио Берлускони: Правоцентристская коалиция | Итальянские умеренные в революции         | 81 982                                  | 0,24       | 0     |       |
|                                                                                         | Сильвио Берлускони: Правоцентристская коалиция | Партия пенсионеров                        | 55 050                                  | 0,16       | 0     |       |
|                                                                                         | Сильвио Берлускони: Правоцентристская коалиция | Народное согласие                         | 25 631                                  | 0,07       | 0     |       |
|                                                                                         | Сильвио Берлускони: Правоцентристская коалиция | Независимые за справедливую Италию        | 3238                                    | 0,00       | 0     |       |
|                                                                                         | Сильвио Берлускони: Правоцентристская коалиция | Всего                                     | 9 923 109                               | 29,18      | 124   |       |
|                                                                                         | Беппе Грилло: Движение пяти звёзд              | Беппе Грилло: Движение пяти звёзд         | Беппе Грилло: Движение пяти звёзд       | 8 689 168  | 25,55 | 108   |
|                                                                                         | Марио Монти: С Монти за Италию                 |                                           | Гражданский выбор                       | 2 824 001  | 8,30  | 37    |
|                                                                                         | Марио Монти: С Монти за Италию                 | Союз Центра                               | 608 199                                 | 1,78       | 8     |       |
|                                                                                         | Марио Монти: С Монти за Италию                 | Будущее и Свобода                         | 159 429                                 | 0,46       | 0     |       |
|                                                                                         | Марио Монти: С Монти за Италию                 | Всего                                     | 3 591 629                               | 10,56      | 45    |       |
|                                                                                         | Антонино Ингройа: Гражданская революция        | Антонино Ингройа: Гражданская революция   | Антонино Ингройа: Гражданская революция | 765 172    | 2,25  | 0     |
|                                                                                         | Ассоциация Остановить упадок                   | Ассоциация Остановить упадок              | Ассоциация Остановить упадок            | 380 937    | 1,12  | 0     |
|                                                                                         | Рабочая коммунистическая партия                | Рабочая коммунистическая партия           | Рабочая коммунистическая партия         | 89 995     | 0,26  | 0     |
|                                                                                         | Новая сила                                     | Новая сила                                | Новая сила                              | 89 826     | 0,26  | 0     |
|                                                                                         | Амнистия, Справедливость, Свобода              | Амнистия, Справедливость, Свобода         | Амнистия, Справедливость, Свобода       | 64 732     | 0,19  | 0     |
|                                                                                         | Либертарианцы                                  | Либертарианцы                             | Либертарианцы                           | 48 317     | 0,14  | 0     |
|                                                                                         | КасаПаунд                                      | КасаПаунд                                 | КасаПаунд                               | 47 691     | 0,14  | 0     |
|                                                                                         | Трёхцветное пламя                              | Трёхцветное пламя                         | Трёхцветное пламя                       | 44 753     | 0,13  | 0     |
|                                                                                         | Я люблю Италию                                 | Я люблю Италию                            | Я люблю Италию                          | 42 529     | 0,12  | 0     |
|                                                                                         | Венецианские независимые                       | Венецианские независимые                  | Венецианские независимые                | 33 274     | 0,09  | 0     |
|                                                                                         | Либералы за Италию                             | Либералы за Италию                        | Либералы за Италию                      | 28 026     | 0,08  | 0     |
|                                                                                         | Сардинская партия действия                     | Сардинская партия действия                | Сардинская партия действия              | 18 585     | 0,05  | 0     |
|                                                                                         | Лига Венецианская республика                   | Лига Венецианская республика              | Лига Венецианская республика            | 15 838     | 0,04  | 0     |
|                                                                                         | Голос протеста                                 | Голос протеста                            | Голос протеста                          | 12 744     | 0,03  | 0     |
|                                                                                         | Венецианское государство                       | Венецианское государство                  | Венецианское государство                | 11 378     | 0,03  | 0     |
|                                                                                         | Итальянские реформисты                         | Итальянские реформисты                    | Итальянские реформисты                  | 8223       | 0,02  | 0     |
|                                                                                         | Независимые Сардинии                           | Независимые Сардинии                      | Независимые Сардинии                    | 7598       | 0,02  | 0     |
|                                                                                         | Итальянская республиканская партия             | Итальянская республиканская партия        | Итальянская республиканская партия      | 7143       | 0,02  | 0     |
|                                                                                         | MERIS                                          | MERIS                                     | MERIS                                   | 5901       | 0,01  | 0     |
|                                                                                         | Партия коммунистическая альтернатива           | Партия коммунистическая альтернатива      | Партия коммунистическая альтернатива    | 5159       | 0,01  | 0     |
|                                                                                         | Итальянская пиратская партия                   | Итальянская пиратская партия              | Итальянская пиратская партия            | 4557       | 0,01  | 0     |
|                                                                                         | Движение «Проект Италия»                       | Движение «Проект Италия»                  | Движение «Проект Италия»                | 3967       | 0.01  | 0     |
|                                                                                         | Rifondazione Missina Italiana                  | Rifondazione Missina Italiana             | Rifondazione Missina Italiana           | 3178       | 0,00  | 0     |
|                                                                                         | Народный союз                                  | Народный союз                             | Народный союз                           | 2992       | 0,00  | 0     |
|                                                                                         | Национальный проект                            | Национальный проект                       | Национальный проект                     | 2865       | 0,00  | 0     |
|                                                                                         | Движение PPA                                   | Движение PPA                              | Движение PPA                            | 1526       | 0,00  | 0     |
|                                                                                         | Народный союз                                  | Народный союз                             | Народный союз                           | 1515       | 0,00  | 0     |
|                                                                                         | «Все вместе за Италию»                         | «Все вместе за Италию»                    | «Все вместе за Италию»                  | 1452       | 0,00  | 0     |
|                                                                                         | «Стебель Италии»                               | «Стебель Италии»                          | «Стебель Италии»                        | 585        | 0,00  | 0     |
|                                                                                         | Демократы-атеисты                              | Демократы-атеисты                         | Демократы-атеисты                       | 556        | 0     | 0     |
|                                                                                         | Недействительные/пустые бюллетени              | Недействительные/пустые бюллетени         | Недействительные/пустые бюллетени       | 1 269 017  | -     | -     |
| Всего                                                                                   | Всего                                          | Всего                                     | Всего                                   | 35 271 540 | 100   | 617   |
| Зарегистрированные избиратели/Явка                                                      | Зарегистрированные избиратели/Явка             | Зарегистрированные избиратели/Явка        | Зарегистрированные избиратели/Явка      | 46 906 343 | 75,19 | -     |
| Источник: Ministry of the Interior Архивная копия от 26 февраля 2013 на Wayback Machine |                                                |                                           |                                         |            |       |       |

### Сенат
| Коалиция                                                             | Коалиция                                                    | Партия                                                      | Партия                                                      | Голоса     | %     | Места |
| -------------------------------------------------------------------- | ----------------------------------------------------------- | ----------------------------------------------------------- | ----------------------------------------------------------- | ---------- | ----- | ----- |
|                                                                      | Пьер Берсани: Италия. Общее благо                           |                                                             | Демократическая партия                                      | 8 400 120  | 27,43 | 105   |
|                                                                      | Пьер Берсани: Италия. Общее благо                           | Левые Экология Свобода                                      | 912 368                                                     | 2,97       | 7     |       |
|                                                                      | Пьер Берсани: Италия. Общее благо                           | Демократический центр                                       | 163 425                                                     | 0,53       | 0     |       |
|                                                                      | Пьер Берсани: Италия. Общее благо                           | Мегафон                                                     | 138 581                                                     | 0,45       | 1     |       |
|                                                                      | Пьер Берсани: Италия. Общее благо                           | Итальянская социалистическая партия                         | 57 696                                                      | 0,18       | 0     |       |
|                                                                      | Пьер Берсани: Италия. Общее благо                           | Умеренные                                                   | 14 358                                                      | 0,04       | 0     |       |
| Всего                                                                | Всего                                                       | 9 686 548                                                   | 31,63                                                       | 113        |       |       |
|                                                                      | Сильвио Берлускони: Правоцентристская коалиция              |                                                             | Народ свободы                                               | 6 829 135  | 22,30 | 98    |
|                                                                      | Сильвио Берлускони: Правоцентристская коалиция              | Северная Лига                                               | 1 328 555                                                   | 4,33       | 17    |       |
|                                                                      | Сильвио Берлускони: Правоцентристская коалиция              | Братья Италии                                               | 590 053                                                     | 1,92       | 0     |       |
|                                                                      | Сильвио Берлускони: Правоцентристская коалиция              | Правые                                                      | 221 225                                                     | 0,72       | 0     |       |
|                                                                      | Сильвио Берлускони: Правоцентристская коалиция              | Партия пенсионеров                                          | 123 458                                                     | 0,40       | 0     |       |
|                                                                      | Сильвио Берлускони: Правоцентристская коалиция              | Великий Юг-Движение автономий                               | 122 100                                                     | 0,39       | 1     |       |
|                                                                      | Сильвио Берлускони: Правоцентристская коалиция              | Итальянские умеренные в революции                           | 69 673                                                      | 0,22       | 0     |       |
|                                                                      | Сильвио Берлускони: Правоцентристская коалиция              | Intesa Popolare                                             | 25,217                                                      | 0.08       | 0     |       |
|                                                                      | Сильвио Берлускони: Правоцентристская коалиция              | Cantiere Popolare                                           | 21,685                                                      | 0.07       | 0     |       |
|                                                                      | Сильвио Берлускони: Правоцентристская коалиция              | Basta Tasse                                                 | 19,298                                                      | 0.06       | 0     |       |
|                                                                      | Сильвио Берлускони: Правоцентристская коалиция              | Независимые за справедливую Италию                          | 6769                                                        | 0,02       | 0     |       |
| Всего                                                                | Всего                                                       | 9 405 786                                                   | 30,72                                                       | 116        |       |       |
|                                                                      | Беппе Грилло: Движение пяти звёзд                           | Беппе Грилло: Движение пяти звёзд                           | Беппе Грилло: Движение пяти звёзд                           | 7 285 648  | 23,79 | 54    |
|                                                                      | Марио Монти: С Монти за Италию                              | Марио Монти: С Монти за Италию                              | Марио Монти: С Монти за Италию                              | 2 797 451  | 9,13  | 19    |
|                                                                      | Антонино Ингройа: Гражданская революция                     | Антонино Ингройа: Гражданская революция                     | Антонино Ингройа: Гражданская революция                     | 549 987    | 1,79  | 0     |
|                                                                      | Остановить упадок                                           | Остановить упадок                                           | Остановить упадок                                           | 278 597    | 0,90  | 0     |
|                                                                      | Ассоциированное движение итальянцев за рубежом              | Ассоциированное движение итальянцев за рубежом              | Ассоциированное движение итальянцев за рубежом              | 120 290    | 0,40  | 1     |
|                                                                      | Рабочая коммунистическая партия                             | Рабочая коммунистическая партия                             | Рабочая коммунистическая партия                             | 113 936    | 0,37  | 0     |
|                                                                      | Новая сила                                                  | Новая сила                                                  | Новая сила                                                  | 81 519     | 0,26  | 0     |
|                                                                      | Амнистия, Справедливость, Свобода                           | Амнистия, Справедливость, Свобода                           | Амнистия, Справедливость, Свобода                           | 63 149     | 0,20  | 0     |
|                                                                      | Трёхцветное пламя                                           | Трёхцветное пламя                                           | Трёхцветное пламя                                           | 52 106     | 0,17  | 0     |
|                                                                      | Я люблю Италию                                              | Я люблю Италию                                              | Я люблю Италию                                              | 40 811     | 0,13  | 0     |
|                                                                      | CasaPound                                                   | CasaPound                                                   | CasaPound                                                   | 40 688     | 0,13  | 0     |
|                                                                      | Венецианские независимые                                    | Венецианские независимые                                    | Венецианские независимые                                    | 29 696     | 0,09  | 0     |
|                                                                      | Лига Венецианская республика                                | Лига Венецианская республика                                | Лига Венецианская республика                                | 20 381     | 0,06  | 0     |
|                                                                      | Оттавио Пасквалуччи                                         |                                                             | Dimezziamo lo Stipendo ai Politici                          | 8004       | 0,02  | 0     |
|                                                                      | Оттавио Пасквалуччи                                         | «Нет закрытию больниц»                                      | 7547                                                        | 0,02       | 0     |       |
|                                                                      | Оттавио Пасквалуччи                                         | «Да здравствует Италия»                                     | 4760                                                        | 0,01       | 0     |       |
| Всего                                                                | Всего                                                       | 20 311                                                      | 0,06                                                        | 0          |       |       |
|                                                                      | Сардинская партия действия                                  | Сардинская партия действия                                  | Сардинская партия действия                                  | 18 602     | 0,06  | 0     |
|                                                                      | Civilta' Rurale Sviluppo                                    | Civilta' Rurale Sviluppo                                    | Civilta' Rurale Sviluppo                                    | 13 945     | 0,04  | 0     |
|                                                                      | Rialzati Abruzzo                                            | Rialzati Abruzzo                                            | Rialzati Abruzzo                                            | 11 817     | 0,03  | 0     |
|                                                                      | Итальянская коммунистическая партия (марксистско-ленинская) | Итальянская коммунистическая партия (марксистско-ленинская) | Итальянская коммунистическая партия (марксистско-ленинская) | 9604       | 0,03  | 0     |
|                                                                      | Венецианское государство                                    | Венецианское государство                                    | Венецианское государство                                    | 8950       | 0,02  | 0     |
|                                                                      | Итальянская республиканская партия                          | Итальянская республиканская партия                          | Итальянская республиканская партия                          | 8476       | 0,02  | 0     |
|                                                                      | «Женщины для Италии»                                        | «Женщины для Италии»                                        | «Женщины для Италии»                                        | 7610       | 0,02  | 0     |
|                                                                      | Независимые Сардинии                                        | Независимые Сардинии                                        | Независимые Сардинии                                        | 7494       | 0,02  | 0     |
|                                                                      | Паданский союз                                              | Паданский союз                                              | Паданский союз                                              | 7324       | 0,02  | 0     |
|                                                                      | Народный союз                                               | Народный союз                                               | Народный союз                                               | 6583       | 0,02  | 0     |
|                                                                      | Итальянская пиратская партия                                | Итальянская пиратская партия                                | Итальянская пиратская партия                                | 6265       | 0,02  | 0     |
|                                                                      | Итальянские реформисты                                      | Итальянские реформисты                                      | Итальянские реформисты                                      | 5952       | 0,01  | 0     |
|                                                                      | MERIS                                                       | MERIS                                                       | MERIS                                                       | 5580       | 0,01  | 0     |
|                                                                      | Партия коммунистическая альтернатива                        | Партия коммунистическая альтернатива                        | Партия коммунистическая альтернатива                        | 5176       | 0,01  | 0     |
|                                                                      | PAS — FBLB&LT                                               | PAS — FBLB&LT                                               | PAS — FBLB&LT                                               | 4522       | 0,01  | 0     |
|                                                                      | Национальный проект                                         | Национальный проект                                         | Национальный проект                                         | 3822       | 0,01  | 0     |
|                                                                      | La Base                                                     | La Base                                                     | La Base                                                     | 3386       | 0,01  | 0     |
|                                                                      | «Все вместе за Италию»                                      | «Все вместе за Италию»                                      | «Все вместе за Италию»                                      | 3155       | 0,01  | 0     |
|                                                                      | Rifondazione Missina Italiana                               | Rifondazione Missina Italiana                               | Rifondazione Missina Italiana                               | 2717       | 0,00  | 0     |
|                                                                      | Movimento Eudonna                                           | Movimento Eudonna                                           | Movimento Eudonna                                           | 2689       | 0,00  | 0     |
|                                                                      | Costruire Democrazia                                        | Costruire Democrazia                                        | Costruire Democrazia                                        | 2635       | 0,00  | 0     |
|                                                                      | Движение «Проект Италия»                                    | Движение «Проект Италия»                                    | Движение «Проект Италия»                                    | 1450       | 0,00  | 0     |
|                                                                      | Партия Юга                                                  | Партия Юга                                                  | Партия Юга                                                  | 1275       | 0,00  | 0     |
|                                                                      | Движение натуралистов Италии                                | Движение натуралистов Италии                                | Движение натуралистов Италии                                | 1170       | 0,00  | 0     |
|                                                                      | Communita' Lucana                                           | Communita' Lucana                                           | Communita' Lucana                                           | 882        | 0.00  | 0     |
| Недействительные/пустые бюллетени                                    | Недействительные/пустые бюллетени                           | Недействительные/пустые бюллетени                           | Недействительные/пустые бюллетени                           | 1 133 805  | -     | -     |
| Всего                                                                | Всего                                                       | Всего                                                       | Всего                                                       | 31 751 350 | 100   | 301   |
| Зарегистрированные избиратели/Явка                                   | Зарегистрированные избиратели/Явка                          | Зарегистрированные избиратели/Явка                          | Зарегистрированные избиратели/Явка                          | 42 271 957 | 75,11 | -     |
| Источник: Ministry of the Interior Архивировано 13 апреля 2013 года. |                                                             |                                                             |                                                             |            |       |       |

## Интересные факты
- Известный итальянский певец Адриано Челентано выпустил композицию, посвящённую выборам — «Ti fai del male»[8].